# Anales de Química
Die Anales de Química war eine Peer-Review-Fachzeitschrift, die ab 1903 zunächst von der Real Sociedad Española de Física y Química und später von der Real Sociedad Española de Química, also der spanischen königlichen Gesellschaft für Chemie, herausgegeben wurde. Sie ging im Jahr 1998 im European Journal of Organic Chemistry und dem European Journal of Inorganic Chemistry auf.

## Geschichte

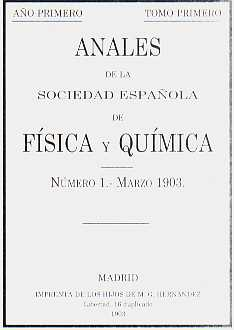
Cover der ersten Ausgabe der Anales de Quimica vom 1. März 1903.

Die Anales des Quimica wurden ursprünglich von 1903 (Ausgabe 1) bis 1940 (Ausgabe 36) als Anales de la Real Sociedad Española de Física y Química(ISSN 0365-6675, CODEN: ASEFAR) herausgegeben. 1941 (Ausgabe 37) änderte sich der Titel zu Anales de Física y Química (ISSN 0365-2351, CODEN: AFQMAH) und blieb als solcher bis 1947 (Ausgabe 43) bestehen. Danach wurde 1998 (Ausgabe 44), die Zeitschrift in zwei Teile gegliedert. Zum einen die physikalisch geprägte Sektion A Anales de la Real Sociedad Española de Física y Química/Ser. A, Física (ISSN 0034-0871, CODEN: ARSFAM), die 1967 zu den  Anales de Física wurde. Auf der anderen Seite stand die chemisch geprägte Sektion B, die bis 1997 (Ausgabe 63) unter dem Titel Anales de la Real Sociedad Española de Física y Química/Ser. B, Química,(ISSN 0034-088X, CODEN ARSQAL) firmierte. Diese wurde ab 1968 (Ausgabe 64) in Form der Anales de Quimica (ISSN 0365-4990, CODEN: ANQUBU) fortgeführt.
Ab der 76. Ausgabe 1980 bis zur 85. Ausgabe 1989 war die Zeitschrift in drei Teile gespalten:
- Anales de Química/Serie A, Química Física y Ingenieria Química (ISSN 0211-1330, CODEN: AQSTDQ)
- Anales de Química/Serie B, Química Inorgánica y Química Analítica (ISSN 0211-1349, CODEN: AQSAD3)
- Anales de Química/Serie C, Química Orgánica y Bioquímica (ISSN 0211-1357, CODEN: AQSBD6)

Zwischen 1990 (Ausgabe 86) und 1995 (Ausgabe 91) waren die Teile wieder unter dem Titel Anales de Química vereint. Von der 92. Ausgabe 1992 bis zum Ende der Zeitschrift nach der 94. Ausgabe 1998 wurde die Zeitschrift schließlich als Anales de Química, International Edition (ISSN 1130-2283, CODEN: AQIEFZ) herausgegeben, bevor sie im European Journal of Organic Chemistry und dem European Journal of Inorganic Chemistry aufging.
Um die Tradition der Anales de Química fortzusetzen, brachte die Spanish Royal Society of Chemistry 1999 eine neue Zeitschrift mit dem Titel Anales de la Real Sociedad Española de Química heraus.